# Dopravní výchova
Dopravní výchova je od roku 2013 součástí RVP ZV (Rámcového vzdělávacího programu základního vzdělávání). Téma bezpečnosti v silničním provozu se stalo nedílnou součástí základního vzdělávání, tedy povinné školní docházky. Je považováno za nutnou součást výchovně-vzdělávacího procesu z důvodů zvýšení bezpečnosti a snížení počtu dopravních nehod a jejich následků. S problematikou silniční bezpečnosti se setkávají už děti předškolního věku v mateřských školách, avšak i mládež na školách vyšších stupňů.
Dopravní výchova, respektive bezpečnost v silničním provozu, je též aplikační cesta (nástroj) Ministerstva dopravy (resp. BESIP) pro zvýšení bezpečnosti provozu na pozemních komunikacích. Právě spoluprací Ministerstva dopravy ČR a Ministerstva školství, mládeže a tělovýchovy došlo k prohloubenému zařazení dopravní výchovy do RVP ZV.

## Princip
Dopravní výchova zatím není samostatným předmětem na základních školách, ale prostupuje současnými předměty. Téma bezpečnosti a ohleduplnosti v silničním provozu je zahrnuto do obou stupňů vzdělávání na základních školách. Jsou zde zařazena všechna témata, a to včetně etické stránky problematiky.

## Náplň
Dopravní výchova vysvětluje bezpečné a ohleduplné chování v silničním provozu z pohledu všech jeho účastníků – chodce, řidiče nemotorového I motorového vozidla (tedy I cyklisty), cestujícího dopravními prostředky (individuální I hromadnou dopravou). Důraz klade také na pravidla bezpečné jízdy autem z pohledu spolujezdce, vysvětluje použití zádržných systémů – autosedačky, bezpečnostních pásů.
Seznamuje vhodnou cestou s povinnostmi řidiče (chodce) plynoucí z platné legislativy ČR. Snaží se upozorňovat na možná nebezpečí ať už při jízdě na kole nebo při chůzi. Fixuje principy, jak jednat v určitých krizových situacích a jak lze tyto situace předvídat.